# جایزه بزرگ اتریش
جایزه بزرگ اتریش (به آلمانی: Großer Preis von Österreich) یک مسابقه اتومبیلرانی است که توسط فدراسیون بین‌المللی اتومبیل‌رانی در سال‌های ۱۹۶۴، ۱۹۷۰-۱۹۸۷ و ۱۹۹۷-۲۰۰۳ برگزار شد. این پیست در سال ۲۰۱۴ به تقویم فرمول یک بازگشت.

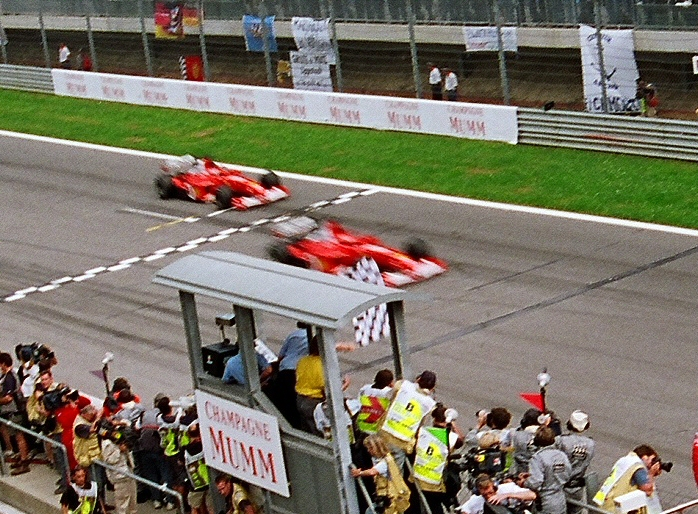
۱–۲ جنجالی فراری با عبور از خط پایان در سال ۲۰۰۲.

## تاریخچه
جایزه بزرگ اتریش در دو مکان مختلف در جنوب شرقی اتریش برگزار شده‌است که در اصل در زلتوگ، حدود ۷۰ کیلومتری غرب گراتسبرگزار می‌شود. از سال ۱۹۶۹ جایزه بزرگ اتریش در همسایگی اسپیلبرگ برگزار شد و محل برگزاری این مسابقات تقریباً ۴ کیلومتر (۲٫۵ مایل) از یکدیگر بود. ابتدا در پایگاه هوایی زلتوگ به مدت شش سال برگزار شد، قبل از اینکه یک پیست دائمی، که در ابتدا پیست اتریش نامیده می‌شد و بعداً به پیست ای-۱ و پیست ردبول معروف شد، ساخته شود.

### پیست ردبول
در ژوئیه ۲۰۱۳، گزارش شد که مالکان جدید پیست، شرکت ردبول با برنی اکلستون به توافق رسیده‌اند تا جایزه بزرگ اتریش را پس از ده سال غیبت از تقویم احیا کنند. تاریخ موقت مسابقه ژوئیه ۲۰۱۴ اعلام شد. در ۶ دسامبر، تقویم رسمی منتشر شده شامل جایزه بزرگ اتریش بود.

## برندگان

### برندگان تکراری (رانندگان)
رانندگان پررنگ در مسابقات قهرمانی فرمول یک در فصل جاری شرکت می‌کنند.
پس زمینه صورتی نشان دهنده رویدادی است که بخشی از مسابقات جهانی فرمول یک نبوده‌است.
| برد | راننده         | سال برنده شدن    |
| --- | -------------- | ---------------- |
| ۳   | جو سیفرت       | ۱۹۶۸، ۱۹۶۹*،۱۹۷۱ |
| ۳   | آلن پروست      | ۱۹۸۳، ۱۹۸۵، ۱۹۸۶ |
| ۳   | ماکس فرستاپن   | ۲۰۱۸، ۲۰۱۹، ۲۰۲۱ |
| ۲   | رونی پیترسن    | ۱۹۷۳، ۱۹۷۸       |
| ۲   | آلن جونز       | ۱۹۷۷، ۱۹۷۹       |
| ۲   | میکا هاکینن    | ۱۹۹۸، ۲۰۰۰       |
| ۲   | میشائیل شوماخر | ۲۰۰۲، ۲۰۰۳       |
| ۲   | نیکو رزبرگ     | ۲۰۱۴، ۲۰۱۵       |
| ۲   | والتری بوتاس   | ۲۰۱۷، ۲۰۲۰       |

* پیروزی مشترک با کرت آرنز جونیور

### برندگان تکراری (سازندگان)
تیم‌های پررنگ در فصل جاری در مسابقات قهرمانی فرمول یک شرکت می‌کنند.
پس زمینه صورتی نشان دهنده رویدادی است که بخشی از مسابقات جهانی فرمول یک نبوده‌است.
| برندگان | سازندگان | سال برنده شدن                       |
| ------- | -------- | ----------------------------------- |
| ۶       | مک‌لارن   | ۱۹۸۴، ۱۹۸۵، ۱۹۸۶، ۱۹۹۸، ۲۰۰۰، ۲۰۰۱  |
| ۶       | فراری    | ۱۹۶۴، ۱۹۶۵ ، ۱۹۷۰، ۱۹۹۹، ۲۰۰۲، ۲۰۰۳ |
| ۵       | مرسدس    | ۲۰۱۴، ۲۰۱۵، ۲۰۱۶، ۲۰۱۷، ۲۰۲۰        |
| ۴       | لوتوس    | ۱۹۷۲، ۱۹۷۳، ۱۹۷۸، ۱۹۸۲              |
| ۳       | پورشه    | ۱۹۶۶، ۱۹۶۸، ۱۹۶۹                    |
| ۳       | ویلیامز  | ۱۹۷۹، ۱۹۸۷، ۱۹۹۷                    |
| ۳       | ردبول    | ۲۰۱۸، ۲۰۱۹، ۲۰۲۱                    |
| ۲       | براهام   | ۱۹۶۳، ۱۹۷۴                          |
| ۲       | رنو      | ۱۹۸۰، ۱۹۸۳                          |